# 戴磊華
戴磊華，QPM，CPM[?]（1917年9月19日—2004年8月24日），舊譯邰華，英國殖民地資深警務人員，1966年12月至1967年7月出任香港警務處處長。
「六七暴動」在1967年5月爆發的時候，戴磊華正在英國休假，到6月中旬才返回香港主持大局，但未幾突然於7月14日返英述職，同月21日宣佈以「健康關係」提早退休，無需返港，引起多番揣測。根據後來解封的官方機密文機披露，戴磊華因拒絕聽從時任署理香港總督祁濟時的指示採取強硬手段鎮壓暴動，結果被要求即時申請提早退休。
戴磊華在1937年加入千里達警隊任職警官生，1938年升任助理警司，二戰期間曾經於1939年至1942年投身英軍服役參與戰事，隨後短暫於英屬印度警隊任職。在1945年9月，戴磊華加入香港臨時軍政府，最初以陸軍上尉階級處理警務工作，旋於1946年出任助理警司、1953年升任警務處助理處長，在1963年再升任警務處副處長。出任警務處處長以前，戴磊華曾在1952年、1956年和1963年三度獲補送往英國的警察學院短期深造。

## 生平

### 早年生涯
戴磊華1917年9月19日生於英屬圭亞那（圭亞那前身），出生時的姓名是「Edward Tyrer Egg」（愛德華·泰爾·厄爾），但他於1945年向英格蘭及威爾斯最高法院提交改名契把姓氏「Egg」（厄爾）除去，從此易名為「Edward Tyrer」。戴磊華的父母分別名理查德·泰爾·厄爾（Richard Tyrer Egg）和莉麗恩·茂德·厄爾（Lilian Maude Egg）。理查德是英屬圭亞那的土生英格蘭人，在當地的殖民地司法部門任職，後來曾任黃金海岸（加納前身）高等法院大法官；而莉麗恩則具葡萄牙人血統。此外，戴磊華有胞姊和胞弟各一名，分別名萊拉·泰爾·厄爾（Leila Tyrer Egg）和約翰·埃德加·泰爾·厄爾（John Edgar Tyrer Egg）。約翰在外交部任職，與胞兄一樣在1963年立改名契，把原有的姓氏「Egg」（厄爾）除去。
戴磊華少時在英屬圭亞那生活，後往英國接受教育，先後入讀倫敦聖保羅學校和牛津大學艾克斯特學院。他在1937年加入英國加勒比海殖民地千里達的警隊任職警官生，開始從事初級警務督察的工作，翌年獲擢升為助理警司。第二次世界大戰爆發後，他曾於1939年至1942年於英軍服役參與戰事，隨後轉到英屬印度警隊短暫服役。

### 警務生涯

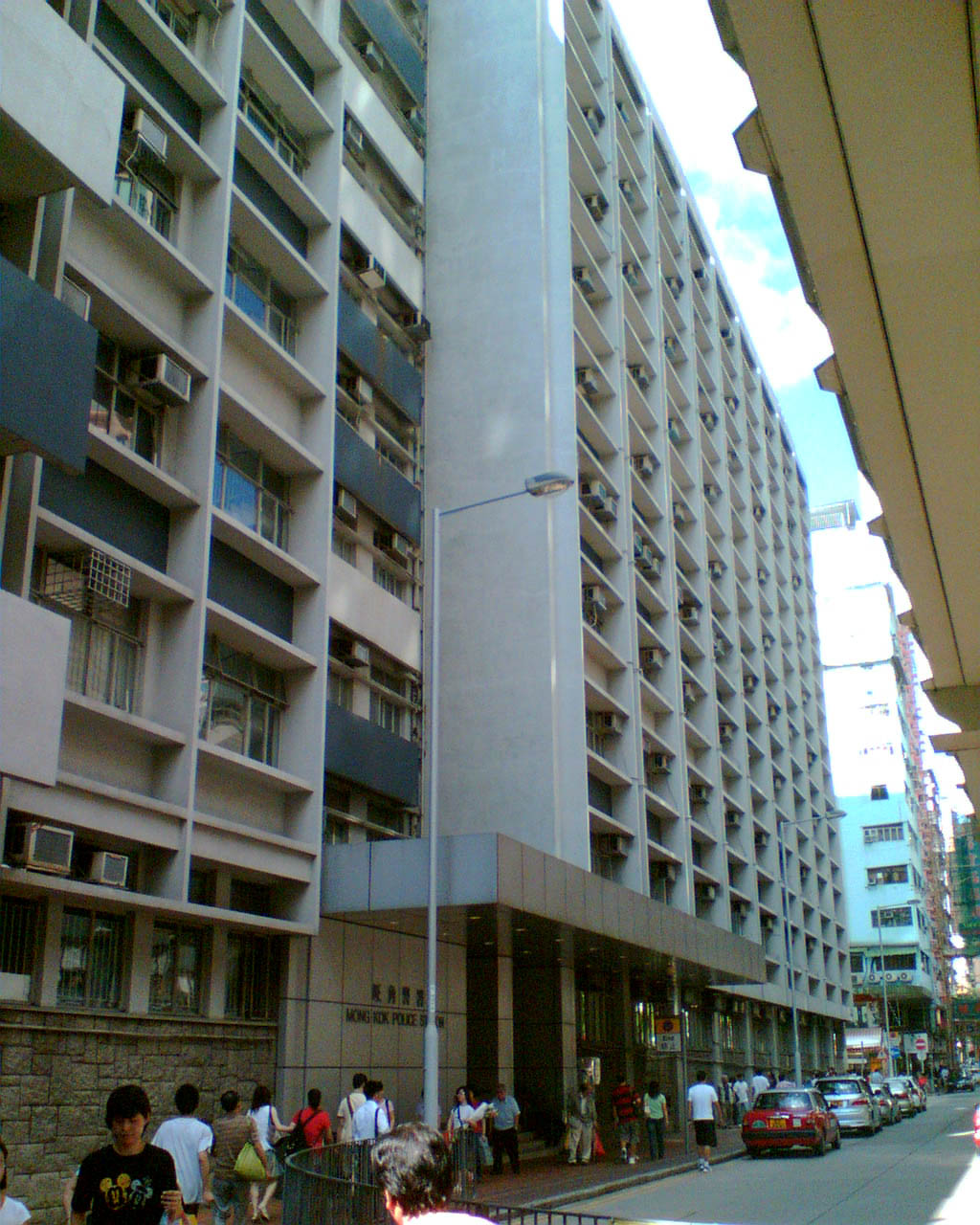
旺角警署新大樓由戴磊華於1965年8月12日啟用

戴磊華在1945年以陸軍上尉身份加入香港的臨時軍政府，協助軍政府處理警務工作。香港在1946年5月恢復由英國的文治殖民地政府管治後，他旋於警務處出任助理警司，至1951年4月與P·I·M·艾雲（P. I. M. Irwin）一同出任香港警隊歷來首批增設的高級警司。在1952年，戴磊華獲警隊補送往英國華威郡鄧斯莫爾-萊頓（Ryton-on-Dunsmore）的國家警察學院（National Police College）高級訓練班深造，在英期間曾於6月19日代表警隊在倫敦參與已故英皇喬治六世的出殯行列，同年8月學成返港後署任警務處助理處長，至1953年2月再正式任警務處助理處長。
在1956年5月至6月，戴磊華第二度獲補送往國家警察學院，修讀殖民地警察指揮課程，此後曾於1960年至1963年間多番署任警務處副處長。他在1963年第三度被派往英國短暫深造，並在返港後於同年11月接替退休的畢明達（Ken Bidmead）正式出任警務處副處長。戴磊華在警務處副處長任內曾於1965年和1966年多次署任警務處處長一職，期間又曾以署理警務處處長的身份，於1965年8月12日主持旺角警署新大樓的啟用典禮。
戴磊華在1966年10月獲聯邦事務大臣委任接替屆滿55歲退休年齡的伊輔擔任警務處處長，旋於同年12月正式履新，而警務處副處長一職則由警務處高級助理處長伊達善接替。在出任警務處處長前，戴磊華曾先後在1950年和1956年因功獲英廷獎授殖民地警察勞績獎章（CPM）和女皇警察獎章（QPM）。

### 突然退休
戴磊華接任警務處處長後不久，香港即於1967年5月爆發持續了大半年的「六七暴動」。暴動源於東九龍新蒲崗一家塑膠花廠發生勞資糾紛而引發的工潮，工潮在左派的介入和「文革」風潮席捲香港的情況下愈演愈烈。從5月6日起，發動工潮的工人開始與警方發生零聲衝突，局勢隨後更因為加入衝突的滋事份子人數不斷上升，迫使港府在5月11日宣佈東九龍實施宵禁。在5月16日，左派團體成立「港九各界同胞反對港英迫害鬥爭委員會」（簡稱「鬥委會」），以「反英抗暴」為號召挑戰殖民地政府，對殖民地政府的管治構成威脅。
六七暴動爆發前，戴磊華剛好在5月3日返英渡假，警務處處長一職遂由副處長伊達善署任。在伊達善指揮下，警方採取強硬態度對付左派滋事份子，當中包括派出警察訓練分遣隊維持秩序，以及一度對香港島實施宵禁，以防止衝突進一步蔓延。及至6月中旬，戴磊華自英返港，警隊才重新由他指揮。可是，香港的局勢未有改善跡象，在7月8日，中港邊境發生轟動一時的沙頭角槍戰，事件中中國民兵突襲駐守邊防的香港警察，造成五名警務人員殉職，當中包括三名華籍人員和兩名巴籍人員。翌日，左派滋事份子再於皇后大道西發動襲擊，21歲華籍警員林寶華在當值期間遭兇徒以鐵鉤鉤殺，死狀甚慘，再次引來傳媒廣泛報道。
在7月12日，身穿整齊制服和左臂纏上黑紗布的戴磊華出席了一連串的悼念儀式。在早上時份，他首先親身到跑馬地天主教墳場出席其中兩名殉職華籍警員的葬禮，他在號角聲中顯露出凝重神色，向兩名警員作最後致敬；隨後，他即轉往軍器廠街水警廣場出席另外兩名殉職華籍警員的公祭儀式，他在儀式中除了向死者家屬致以慰問外，又代表警隊首先向兩名警員致敬，並依照中國傳統作三鞠躬。在傍晚時份，他還到啟德機場出席兩名殉職巴籍警員的遺體告別儀式，目送兩名警員遺體由飛機運返巴基斯坦安葬。

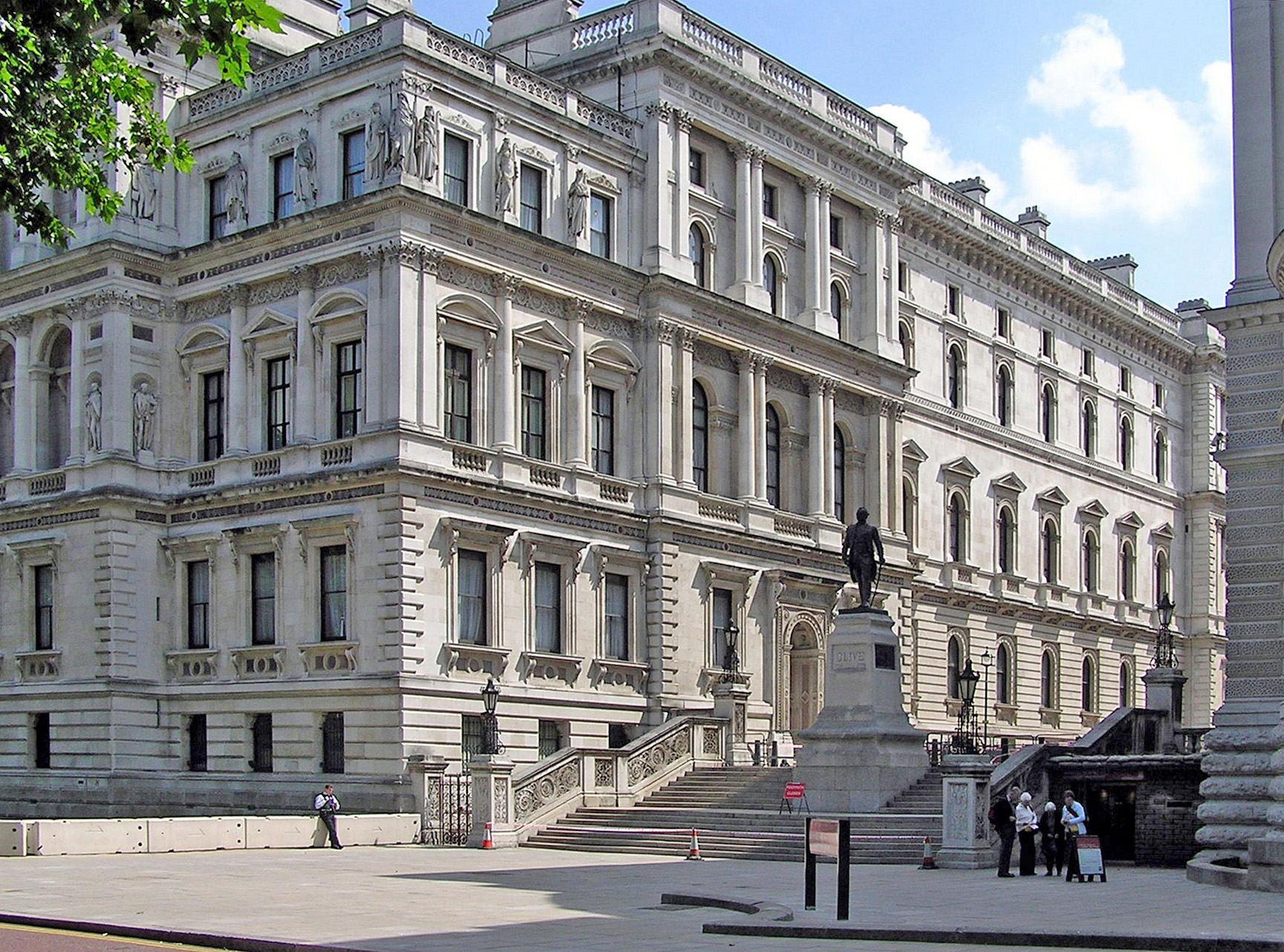
在「六七暴動」期間，戴磊華突然在7月14日奉召返回英國倫敦，向聯邦事務部（圖）主要官員述職；一星期後，他在7月21日以「健康關係」為理由不能返港，獲准提早退休。

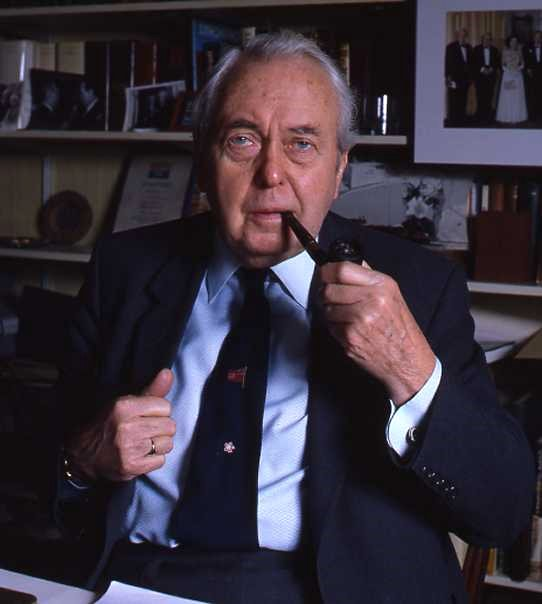
據了解，時任英揆韋爾遜曾對香港在「六七暴動」初期的局勢顯得相當不滿。

未幾，戴磊華突然在7月14日奉召返回英國，當時政府新聞處解釋戴磊華是返回倫敦述職，向聯邦事務部主要官員商討香港的保安事務和改組警隊架構，但此後良久未有進一步消息。及至7月21日，聯邦事務部突然發表文告，指戴磊華因「健康關係」不能返港，已申請提早退休，並已獲聯邦事務大臣批准。戴磊華同時答應在未來數月向聯邦事務部提供諮詢服務才正式離開政府。至於警務處處長一職則由副處長伊達善接任，正式掌管一切警務。伊達善接任警務處處長後繼續以強硬手段對付左派滋事份子，暴動到1967年12月才告平息。
戴磊華退休時只有50歲，距離正常55歲退休年齡尚有5年，他就任警務處處長也只有7個月，成為任期最短的一位處長，使事件顯得耐人尋味。儘管倫敦政府方面表示戴磊華因「健康關係」提早退休，但他在擔任警務處處長7個月期間，曾經出席過警隊頒獎典禮等大小公開活動，在1967年4月18日更參與警隊捐血日，當時健康未有任何異樣。由於戴磊華在擔任警務處處長期間從未傳出任何健康問題，因此他提早退休一事因起了各種揣測。其中，把戴磊華形容為「雙手沾滿香港中國同胞鮮血的劊子手」的左派報章《大公報》認為，戴磊華是因表現不濟而被迫提早退休。英政府與港府一直拒絕公開戴磊華在倫敦與聯邦事務部的會晤細節，也拒絕就他提早退休一事提供進一步資料，使外界無從得知內幕真相。但據了解，時任英揆韋爾遜曾對香港在「六七暴動」初期的局勢顯得相當不滿。

### 晚年生涯
戴磊華退休後在英低調生活，未曾向外交代當年以「健康理由」提早退休一事。多年以後，他在2004年8月24日於英格蘭百福郡家中逝世，終年86歲，事件背後的秘密遂跟隨他本人長埋黃土。香港《南華早報》記者冼樂嘉（Kevin Sinclair）曾在2004年向香港歷史檔案館和英國外交及聯邦事務部檔案及歷史司查詢有關戴磊華當年提早退休的文件，但都得不到滿意回覆。
香港新聞工作者張家偉在2012年出版的著作《六七暴動：香港戰後歷史的分水嶺》中，引述解封的英國殖民地檔案透露，在「六七暴動」期間一個由署理港督祁濟時主持的會議上，戴磊華拒絕聽從祁濟時的指示，採取強硬手段鎮壓暴動，理由是擔心會被起訴和有可能承擔法律後果。結果，祁濟時對戴磊華領導警隊失去信心，於是在1967年7月12日要求他在翌日早上十時前申請提早退休，否則會向他啟動勒令退休程序，戴磊華遂按指示以「健康理由」退休。解封的機密檔案還透露，戴磊華返英後與聯邦事務部官員會面時，質疑鎮壓暴動會導致局勢升級，是港府政策的倒退。

## 榮譽
- 以下列出榮譽全稱及縮寫：^ 
  - 殖民地警察勞績獎章（C.P.M.） （1950年英皇壽辰授勳名單[17]）
  - 女皇警察獎章（Q.P.M.） （1956年元旦授勳名單[18]）

## 附註
1. ↑  由於港府擔心「邰華」一名容易誤讀成「邵華」，因此在1965年2月宣佈改譯名為「戴磊華」。[1]
2. ↑  《南華早報》在2004年的報導報稱戴磊華在英國倫敦出生，[3]但紐約出入境當局在1922年的出入境記錄卻指他生於英屬圭亞那。[4]根據1945年刊載戴磊華提交改名契的《倫敦憲報》，內文特別指出戴氏為「天生英籍人士」（natural born British Subject），意味他有可能並非在英國本土出生。有見及此，本文採用紐約出入境當局指戴磊華生於英屬圭亞那的說法。[5]

## 注腳
1. ↑  〈署理警務處長邰華官式譯名將改戴磊華〉（1965年2月23日）
2. ↑  Luzzatto (1960), p. 260.
3. 1 2 3 4 5 6 7 8 9  Sinclair (2004)
4. 1 2 3 4 5 6  "List or Manifest of Alien Passengers for the United States Immigration Officer at Port of Arrival (Port of New York)" (9 May 1922), List 3.
5. 1 2  "Issue 37198", London Gazette, 27 July 1945, p. 15.
6. 1 2 3 4  "John Tyrer: Foreign Office civil servant" (21 May 2009)
7. ↑  "Issue 43041", London Gazette, 28 June 1963, p. 54.
8. 1 2  The Colonial Office List (1951), p. 658.
9. 1 2 3 4  The Colonial Office List (1962), p. 452.
10. ↑  "The Force's "firsts"" (2004)
11. ↑  "Supplement to Issue 39575 （页面存档备份，存于）", London Gazette, 19 June 1952, p. 3361.
12. 1 2 3  〈警務處長伊輔返英渡假，邰華代警務處長〉（1965年2月21日）
13. ↑  〈副警務處長必明達退休〉（1963年11月24日）
14. 1 2  〈伊輔處長今晨離港，戴磊華陞處長〉（1966年12月19日）
15. ↑  〈新旺角警署舉行啟用禮，署理警務處長戴磊華主持〉（1965年8月12日）
16. ↑  〈伊輔十二月榮休，戴磊華將升任為警務處長〉（1966年8月10日）
17. 1 2  "Supplement to Issue 38929", London Gazette, 2 June 1950, p.2807.
18. 1 2  "Supplement to Issue 40669 （页面存档备份，存于）", London Gazette, 30 December 1955, p. 36.
19. 1 2  〈六七暴動40周年回顧：走過香港文革的歲月〉（2007年05月06日）
20. 1 2  梁可欣（2010年），54頁。
21. 1 2  《文化大革命志補卷一：赤禍香港》（造訪於2012年8月5日）
22. 1 2 3 4 5 6  〈戴磊華獲准退休，伊達善續署理警務處處長職務〉（1967年7月22日）
23. 1 2 3 4 5 6  〈殉職警員葬禮哀榮〉（1967年7月13日）
24. ↑  〈警務處長戴磊華勉勵警察須運用冷靜頭腦〉（1967年3月11日）
25. ↑  〈警務處長戴磊華捐血〉（1967年4月19日）
26. ↑  〈抗暴衝擊深達敵陣，戴磊華突「炒魷魚」反映港英傾軋甚深〉（1967年7月22日）
27. ↑  "Tyrer, Edward" (2004)
28. 1 2 3  張家偉著（2012年），頁121至122。

### 英文資料
- "List or Manifest of Alien Passengers for the United States Immigration Officer at Port of Arrival (Port of New York)". US: Immigration Service, U.S. Department of Labor, 9 May 1922.
- The Colonial Office List. Great Britain: H.M.S.O., 1951.
- Edited by Luzzatto, Rola, Hong Kong Who's Who: An Almanac of Personalities and Their History, 1958- 1950. Hong Kong: Ye Olde Printers, 1960.
- The Colonial Office List. Great Britain: H.M.S.O., 1962.
- "The Force's "firsts" （页面存档备份，存于）", OffBeat Issue 769. Hong Kong: Hong Kong Police Force, 18 February to 2 March 2004.
- Sinclair, Kevin, "Ex-police Chief Takes Secret of His Departure to the Grave", South China Morning Post. Hong Kong: SCMP, 5 September 2004.
- "Tyrer, Edward", Calendars of the Grants of Probate and Letters of Administration (England and Wales), 2004.
- "John Tyrer: Foreign Office civil servant （页面存档备份，存于）", The Times, 21 May 2009.

### 中文資料
- 〈副警務處長必明達退休〉，《工商日報》第四頁，1963年11月24日。
- 〈警務處長伊輔返英渡假，邰華代警務處長〉，《華僑日報》第二張第一頁，1965年2月21日。
- 〈署理警務處長邰華官式譯名將改戴磊華〉，《華僑日報》第二張第一頁，1965年2月23日。
- 〈新旺角警署舉行啟用禮，署理警務處長戴磊華主持〉，《工商日報》第七頁，1965年8月12日。
- 〈伊輔十二月榮休，戴磊華將升任為警務處長〉，《華僑日報》第二張第三頁，1966年8月10日。
- 〈伊輔處長今晨離港，戴磊華陞處長〉，《華僑日報》第二張第一頁，1966年12月19日。
- 〈警務處長戴磊華勉勵警察須運用冷靜頭腦〉，《華僑日報》第二張第三頁，1967年3月11日。
- 〈警務處長戴磊華捐血〉，《華僑日報》第二張第三頁，1967年4月19日。
- 〈殉職警員葬禮哀榮〉，《華僑日報》第二張第三頁，1967年7月13日。
- 〈抗暴衝擊深達敵陣，戴磊華突「炒魷魚」反映港英傾軋甚深〉，《大公報》第一張第四版，1967年7月22日。
- 〈戴磊華獲准退休，伊達善續署理警務處長職務〉，《工商日報》第四頁，1967年7月22日。
- 梁可欣編，《最後六任港督的聲音》，香港：商務印書館，2010年。 ISBN 978-9-62071-897-7
- 〈六七暴動40周年回顧：走過香港文革的歲月 （页面存档备份，存于）〉，《蘋果日報》，2007年5月6日。
- 張家偉，《六七暴動：香港戰後歷史的分水嶺》。香港：香港大學出版社，2012年。 ISBN 978-9-88808-396-1
- 《文化大革命志補卷一：赤禍香港》，延陵科學綜合室，造訪於2012年8月5日。

## 外部連結
- 數數警隊「第一」 （页面存档备份，存于），警聲第769期
- 二次大戰後的警隊首長 （页面存档备份，存于），警聲第773期
- 八方人物：首位一哥副官的六個第一 （页面存档备份，存于），蘋果日報，2008年7月12日

| 警職          | 警職                                   | 警職          |
| ------------- | -------------------------------------- | ------------- |
| 前任： 畢明達 | 香港警務處副處長 1963年11月-1966年12月 | 繼任： 伊達善 |
| 前任： 伊輔   | 香港警務處處長 1966年12月-1967年7月    | 繼任： 伊達善 |